# If (Mario Biondi)
If è il secondo album in studio del cantante italiano Mario Biondi, pubblicato il 6 novembre 2009 dalla Tattica.

## Descrizione
L'album è stato anticipato dal singolo Be Lonely, pubblicato nel 2009. È stato frequentemente trasmesso in radio, raggiungendo la posizione numero 1 dell'airplay.
Successivamente nel 2010 sono stati pubblicati altri due singoli, Love Dreamer e No Mo' Trouble. Ad agosto 2010, dopo 42 settimane di permanenza nella classifica ufficiale FIMI è ancora stabile alla posizione numero 36, ed ha raggiunto la certificazione di doppio disco di platino per le oltre 120 000 copie vendute in Italia. A novembre del 2012 è stato certificato triplo disco di platino per le oltre 180 000 copie vendute.

## Tracce
1. Serenity – 5:14
2. Something that Was Beautiful – 3:58
3. Be Lonely – 3:31
4. Love Dreamer – 5:02
5. Black Shop – 4:31
6. If – 3:57
7. I Wanna Make It – 4:24
8. No Mo' Trouble – 3:30
9. Ecstasy – 4:37
10. I Know It's Over – 3:19
11. Winter in America – 7:13
12. Everlasting Harmony – 3:46
13. Cry Anymore – 4:53
14. Little B's Poem – 3:05
15. Bom de Doer – 4:18

## Formazione
- Mario Biondi – voce, cori, fischio
- Rosario Bonnacorso – basso e contrabbasso
- Andrea Bertorelli – sintetizzatore
- Michael Baker, Luca Trolli, Marcelo Costa – batteria
- Giovanni Baglioni – chitarra acustica
- Delia Fisher, Julian Oliver Mazzariello, Herman Jackson, Peppe Vessicchio – pianoforte
- Daniele Santimone, Giordano Gambogi – chitarra
- Luca Nobile – percussioni
- Gianni Giudici, Raffaele Scoccia – organo Hammond
- André Rodrigues, Sonny Lyod Thompson – basso
- Andrea Celestino – basso, cori
- Fabio Nobile – batteria, cori
- Ricardo Silveira – chitarra
- Luciano Torani – tamburello
- Vincenzo Ciccarelli, Gennaro Desiderio – violino
- Giovanni Amato, Gianfranco Campagnoli, Fabrizio Bosso, Stefano Serafini – tromba
- Mario Caporilli – tromba, flicorno
- Roberto Bianchi, Giuseppe Di Benedetto, Roberto Schiano – trombone
- Roberto Manzin, Gianni Minale, Daniele Scannapieco, Alessandro Tomei – sax
- Nicola Stilo – flauto
- Joy Garrison, Samantha Iorio, Davide Palmiotto, Sybil Smoot, Wendy Lewis, Crystal White, Desiree Kedjour, The Mother of Gospel – cori

## Classifiche

### Classifica italiana
| Posizione | 3      | 3      | 3      | 7      | 7      | 7      | 6      | 6      | 5      | 5      | 5      | 5      | 2      | 2      | 2  | 12 | 12 | 7  | 7  | 7  | 12 | 12 | 17 | 17 | 18 | 18 | 17 | 17 | 21 | 21 |
| Fonti     | [ 5 ]  | [ 6 ]  | [ 7 ]  | [ 8 ]  | [ 9 ]  | [ 10 ] | [ 11 ] | [ 12 ] | [ 13 ] | [ 14 ] |        |        |        |        |    |    |    |    |    |    |    |    |    |    |    |    |    |    |    |    |
| Settimana | 31     | 32     | 33     | 34     | 35     | 36     | 37     | 38     | 39     | 40     | 41     | 42     | 43     | 44     | 45 | 46 | 47 | 48 | 49 | 50 | 51 | 52 | 53 | 54 | 55 | 56 | 57 | 58 | 59 | 60 |
| Posizione | 24     | 27     | 23     | 22     | 24     | 25     | 27     | 26     | 30     | 25     | 27     | 36     | 36     | 58     |    |    |    |    |    |    |    |    |    |    |    |    |    |    |    |    |
| Fonti     | [ 15 ] | [ 16 ] | [ 17 ] | [ 18 ] | [ 19 ] | [ 20 ] | [ 21 ] | [ 22 ] | [ 23 ] | [ 24 ] | [ 25 ] | [ 26 ] | [ 27 ] | [ 28 ] |    |    |    |    |    |    |    |    |    |    |    |    |    |    |    |    |

## Certificazione
| Copie vendute | Dischi d'argento | Dischi d'oro | Dischi di platino | Dischi di diamante | Referenze |
| ------------- | ---------------- | ------------ | ----------------- | ------------------ | --------- |
| 180 000+      | 14               | 7            | 3                 | /                  | [ 4 ]     |